# Berberis darwinii
Berberis darwinii е растение от рода Berberis в семейство Berberidaceae.

## Описание
Вечнозелен храст, обикновено висок 0,5 – 1,7 м, понякога до 3,5 м. Шиповете 3 – 7 отделни, тънки, дълги 3 – 7 mm.
Листата са дълги, обикновено с 3 шипчета на върха, няколко малки зъбчета по краищата, клиновидни в основата, лъскави, жилките – слабо изразени, тъмнозелени отгоре, светлозелени или белезникави отдолу..
Съцветието е с дължина 4 – 10 см с 15 – 25 цветя. Венчелистчетата са златистожълти, с червени точки отвън. Зародишите – 3 – 6 на къси дръжки.
Плодът е овално зрънце, дълго около 8 mm, с дълъг стълб.

## Разпространение и екология
Ареалът на вида е в Южна Америка: Чили и Патагония.
В родината си цъфти през октомври, а плодовете се появяват през януари. В Централна Европа цъфти през юни и дава плодове в периода август – септември. По Черноморското крайбрежие цъфтежът започва в края на февруари и продължава до юли. Размножава се чрез семена или резници през есента.
Отглежда се като декоративно растение. Видът е нтурализиран в Австралия, Нова Зеландия, Ирландия, Великобритания и западната част на Съединените щати.